# Rolf Lund (sciatore)
Rolf Lund (...) è un ex sciatore alpino norvegese.

## Biografia
Sciatore polivalente, Lund ai Campionati norvegesi 1972 vinse il titolo nazionale nella combinata e la medaglia d'argento nello slalom gigante e nello slalom speciale; non debuttò in Coppa del Mondo e non prese parte a rassegne olimpiche o iridate.

## Palmarès

### Campionati norvegesi
- 3 medaglie[senza fonte]:
  - 1 oro (combinata nel 1972)[1]
  - 2 argenti (slalom gigante, slalom speciale nel 1972)[senza fonte]